# Valeriano (vescovo)
Valeriano (metà del VII secolo – dopo il 680 e prima del 715) è stato un vescovo italiano.

## Biografia
Valeriano è il quarto vescovo di Roselle nelle cronotassi ufficiali della diocesi, succeduto a Teodoro nel periodo tra il 650 e il 680. Il presule rosellano prese parte al concilio di Roma presieduto da papa Agatone il 27 marzo 680 nel monastero di San Martino, presso San Pietro. I centoventicinque vescovi qui riuniti ribadirono la condanna del monotelismo già stabilita nel sinodo del 649.
Morì prima del 715, anno in cui è attestato il suo successore Gaudioso.